# Merrie England (livre)
Pour les articles homonymes, voir Merry England.
Merrie England est un recueil influent d'essais sur le socialisme, publié en 1893 par Robert Blatchford, sous le pseudonyme de « Nunquam ». Le premier numéro de Nunquam est alors vendu au prix d'un shilling. Il s'est vendu à plus de deux millions d'exemplaires dans le monde. On estime que pour chaque personne convertie au socialisme par Le Capital de Karl Marx, il y a cent personnes converties par Merrie England, bien que ce chiffre soit peut-être sous-estimé.
Le livre a fait l'objet de contestations, notamment de la part de :
- (en) R. Nemo, Labour and Luxury : A Reply to 'Merrie England', Londres, Walter Scott, 1895 ;
- (en) Robert Roberts, England's Ruin, Or John Smith's Answer to Mr Blatchford's Plea for Socialism [« La ruine de l'Angleterre, ou la réponse de John Smith au plaidoyer de M. Blatchford pour le socialisme »], 1895[4],[5],[6].